# Satyrium auretorum
Satyrium auretorum is een vlinder uit de familie van de Lycaenidae. De wetenschappelijke naam van de soort werd als Thecla auretorum in 1852 gepubliceerd door Jean Baptiste Boisduval.

## Ondersoorten
- Satyrium auretorum auretorum
  - = Thecla tacita H. Edwards, 1881
- Satyrium auretorum spadix (H. Edwards, 1881)
  - = Thecla spadix H. Edwards, 1881
- Satyrium auretorum fumosum Emmel & Mattoni, 1990